# Ридала
Општина Ридала (ест. Ridala vald) рурална је општина у централном делу округа Ланема на западу Естоније.
Општина се налази у централном и западном делу округа и заузима територију површине 253,4 km2. Граничи се са општинама Ноаротси и Хапсалу на северу, Лане-Нигула и Мартна на истоку, те са општином Лихула на југу. На северу, западу и југу излази на обале пролаза Вајнамери.
Према статистичким подацима из јануара 2016. на територији општине живело је 3.245 становника, или у просеку око 12,8 становника по квадратном километру.
Административни центар општине налази се у селу Увемијса у ком живи око 1.000 становника.
На територији општине налази се 58 села.